# Can Sords (Palau-solità i Plegamans)
Can Sords, can Sorts o can Sors és una masia de Palau-solità i Plegamans (Vallès Occidental) inclosa a l'Inventari del Patrimoni Arquitectònic de Catalunya. Aquesta masia és força apartada del nucli del poble, en una zona boscana i de conreus, propera al terme de Sentmenat.
Segons sembla, es va aprofitar una edificació molt antiga per a construir l'edifici actual, com es pot comprovar en veure una part del mur orientat al nord, on fins dos metres d'altura, la paret té un gruix d'uns vuitanta centímetres. A partir d'aquí, el gruix de la paret és d'uns seixanta centímetres, com totes les altres parets de la casa. A la banda de ponent podem veure una petita finestra amb motllura de pedra treballada, situada a l'indret on la paret té més gruix, fet que abona la hipòtesi d'una construcció primitiva.
La masia és de planta rectangular amb pati de porxada i tanca davant la façana principal. La porxada que dona accés al pati té teulada sobre bigues de fusta i teules àrabs; la porta és d'arc rebaixat amb emmarcament de maó, igual que els brancals. El mur de la tanca és de fàbrica, a base de pedres de riera. La masia, a partir de la planta rectangular, té tres pisos; a la planta baixa hi ha el portal d'entrada, de la mateixa tipologia que el de la porxada; al primer pis hi ha un balcó amb barana de ferro forjat i a cada costat finestres rectangulars; a l'últim pis les finestres són més petites, algunes van ser modificades. El ràfec és inexistent a la façana principal, no en canvi a les laterals, on segueix la inclinació de les teules. La coberta és a dos vessants amb carener perpendicular a la façana. La simetria de les obertures a la façana principal no se segueix a la de les altres façanes. Adossats a la façana de llevant existeixen encara els corrals i estables que foren edificats al mateix temps que la casa i que sempre es van dir «La França» pel fet d'haver-hi viscut un pastor francès.
L'actual accés a la casa es fa per un camí que enllaça amb la via que porta a Sentmenat.

## Història
Un dels propietaris més antics de qui es té antecedents es Damià Sors, documentat l'any 1791. Més tard, apareixen documents que parlen de Josep Sors, que l'any 1830 va fer un contracte de construcció de la masia. També existeix la còpia d'un rebut de cobrament fet pel mateix mestre de cases, Jacinto Matalonga, l'any 1836.

## Les obres
- Transcripció del text del contracte de les obres.

Pape de pachtas que deuran observar los dos ynteresats Josph Sors lo prime y Jacinto Matalonga lo ultim. Dona Jph Sors pajes del terme de plegamans a preu fet a edificar una Casa a Jacinto Matalonga Mestra de Casas de la villa de Tarrassa ab las obligacions y achtes següents.
Primerament se obliga Jacinto Matalonga a edificar una Casa de tres Casals ab lo modo y forma que hesta marcada en lo plan que consisteix al pla terreno ab entrada Cuina y Menjador pastado salle y rebost forn y comuna y al capdavall de la entrada la escala a trams fins a la golfa lo primer pis consisteix ab una salla adebant y dos quartos a cada costat de la sala i una saleta a detras de la escala y un quarto a cada costat los dos quartos de deban de la casa a tots dos ab arcob.
Al pis de la Golfa deura fersi los envans de la caixa de la escala closos fins a la teulada y també las parets ben allisades y posa rajola blnca a la teulada y tota la Golfa enrejolada las Alsadas dels pisos seran les següents del pla terreno al primer pis tindra disset palms y del pla de la Golfa a la teulada anal mes baix tindra deu palms totes aquestes Alsades se contan sota quadrat. també deura fer Jacinto Matalonga adeban de la Casa una corteta per los tocinos y quedan finides las obligacions de Matalonga.
Se obliga Jph Sors a donar a Jacinto Matalonga tots los materials al peu de la obra tan los que pertañen a la obra demestre de Casas com totes las de fustes y ferros que nesecitan per dita obra tot obrat a punt de posaro quant lo dit Jacinto Matalonga o neseciti per posaro. Se obliga Jph Sors a donar a Jacinto Matalonga per lo treball de fer dita obra Mil lliures Catlanas en or o plata y no en Bales reals ni en altres papes amonedats y també se obliga a fer la vida tots els mestres y manobres que trevallaran en dita feina los que seran dependents de Matalonga.
Se obliga a Jph Sors afer las pagas se las mill lliures a Jacinto Matalonga ab lo modo seguent quant Jacinto Matalonga tindra la obra pujada a totes las parets dal al pla del primer pis deura entregarli dos sentes lliures ab teni las parets pujades a pam de cubri tota la casa dos centes lliures y en tenir los dos sostros de revoltons fets sent y sinquanta lliures y en aber acabada la Casa sent sinquanta lliures y las restes tres sentes lliures al cap de un any que serà acabada la Casa.
- Joseph Sors
- Jacinto Matalonga[2]

Darrere de l'anotació d'aquest contracte hi ha la còpia d'un rebut de cobrament fet pel mateix mestre de cases Matalonga i que diu:

Dich lo abaix firmat com tinch rebut de Jph Sors la suma y quantitat de 29 lliures dich vintinou lliures las quals son de vallon y un tusino que pesa 5 lliures carniseras a preu de deu sous la carnissera y dita partida rebo a conta de ferli la casa com hesta contractat.
Tarrassa el dia 25 Jane del Any 1836

Jacinto Matalonga Mestre de Cases.
Aquest mestre de cases fou el mateix que edificà la masia de can Mallol. Quan s'edificà can Sors, es tallaren els arbres que foren necessaris de l mateix entorn, ja dos anys abans, per fer-ne les bigues. Es construí in situ un petit forn per coure totes les rajoles, aprofitant la mateixa terra. Quan la casa fou feta, un fuster, treballant la mateixa fusta, residí una temporada allà mateix i confeccionà els mobles. Aquestes notes han anat passant de forma verbal, com recorda l'actual propietària, de la seva tieta Carmeta, germana de Pere Pelegrí i Sors, on s'esmenta ja la llista de les persones que varen anar passant per la propietat, amb detalls de dates de naixements, casaments, i que es troba en un full del mateix dietari.
Així tenim Damià Sors (1779). El se fill, Josep Sors, va fer edificar la casa i en un document del 1831, amb paper oficial i segellat, es fa constar que José Sors i Gibert es nombrada «Bayle del Castillo de Plegamans». Ell vivia al Castell com a masover i administrador i cobrava els delmes del Marquesat de Sentmenat.

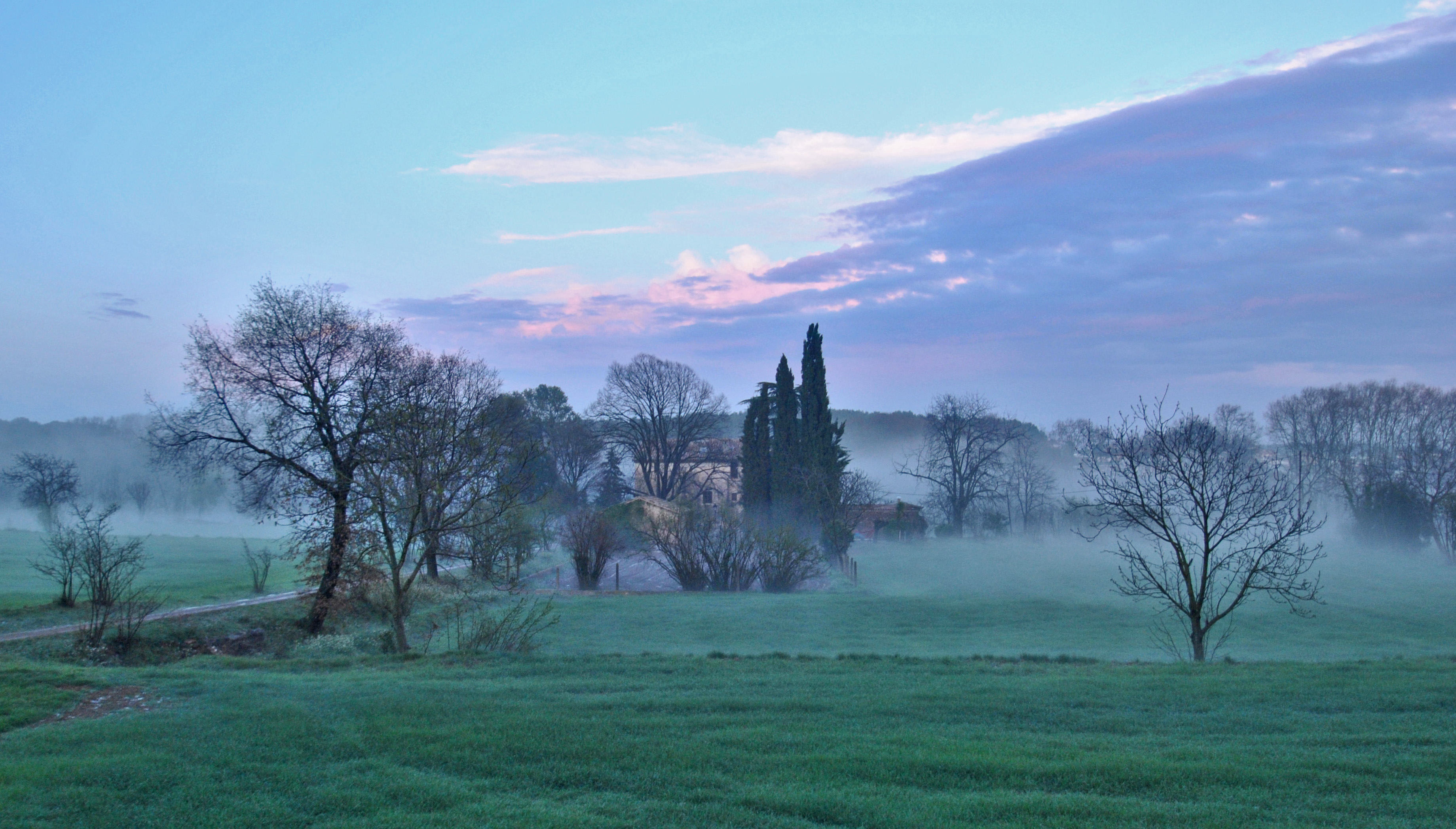
Voltants de Can Sords després d'una tempesta

El seu fill, Jaume Sors i Carbonell, el trobem esmentat en un document en què S. M. la reina y de acuerdo con el Exmo. Sr. Capitan general de este distrito a venido a nombrar a V. «Regidor de esta población» 3 de Diciembre 1856.
Jaume es va casar amb Cecília Cuscó, i va ser alcalde. Per aquella mateixa època va fer construir el cementiri, per al qual la família Duran va cedir els terrenys.
La masia passà després al germà de Jaume, Ramon Sors, i després a la filla Ramona. La propietat continuà amb Pere Pelegrí i Sors i després amb Carles amb Carles Pelegrí i Munné. Actualment (2020), la masia pertany a la seva vídua, Dolors Oromí i Llubes, artista de renom, especialitzada en l'art del tapís, que continua mantenint la propietat envoltada pel silenci i sols acompanyada pel cant de molts ocells, i certament sembla un indret on el temps s'hagi aturat.